# Экерли, Джо Рэндолф
Джо Рэндолф Экерли (англ. J. R. Ackerley; 4 ноября 1896, Лондон, Великобритания — 4 июня 1967, там же) — британский писатель, редактор еженедельного журнала Би-би-си «The Listener».
Автор прозы и драматургии, основанной так или иначе на автобиографическом материале, — в частности, книги «Индийские каникулы» (англ. Hindoo Holiday; 1932, переработанное и дополненное издание 1952), написанной на основе пятимесячной работы секретарём и помощником у индийского магараджи, романа «Мы думаем только о тебе» (англ. We Think the World of You; 1960), по которому был снят одноимённый фильм (1988) с Гэри Олдменом в одной из главных ролей, а также опубликованных посмертно воспоминаний «Мой отец и я» (англ. My Father and Myself), «Моя сестра и я» (англ. My Sister and Myself), мемуаров о своём старшем друге Э. М. Форстере и др.
Экерли был одним из первых английских писателей, не скрывавших своей гомосексуальности (хотя мужеложство тогда было уголовно наказуемо). Имел множество друзей среди британской элиты (его сестра Салли в 1945 году вышла замуж за будущего герцога Вестминстера). Именем Экерли названа премия за лучшую автобиографическую книгу, вручаемая ПЕН клубом Англии с 1982 года.